# Јоахим Лев
Јоахим Лев (3. фебруар 1960, Шенау им Шварцвалд) је немачки фудбалски тренер и бивши фудбалер. Био је селектор репрезентације Немачке 15 година.

## Биографија
Лев своју фудбалску каријеру започиње 1978. у другој немачкој лиги играјући за Фрајбург. За Фрајбург је после тога играо 1982. и 1985. Лев се 1980. прикључује бундеслигашу Штутгарту за који игра само четири утакмице не постигавши ни један гол. У сезони 1981/82. игра за Ајнтрахт из Франкфурта (24 утакмице, 5 голова). Затим игра за Карлсруе, Фрајбург, швајцарски Шафхаузен, Винтертур (1992—1994) и Фрауенфелд. Четири пута је наступио за младу немачку репрезентацију.
Као тренер, Лев је водио Фрауенфелд, Штутгарт, Фенербахче, Карлсруе, Адануспор, Тирол Инзбрук и Аустрију Беч.
Био је помоћник селектору Немачке Јиргену Клинсману, а 12. јула 2006, после Светског првенства Лев долази на место селектора своје земље.

## Највећи тренерски успеси

### Штутгарт
- Куп Немачке (1) : 1996/97.
- Куп победника купова : финале 1997/98.
- Лига куп Немачке : финале 1997.

### Тирол Инзбрук
- Првенство Аустрије (1) : 2001/02.

### Аустрија Беч
- Суперкуп Аустрије (1) : 2003.

### Немачка
- Светско првенство (1) : 2014. (треће место 2006. као помоћник, 2010).
- Куп конфедерација (1) : 2017.
- Европско првенство : финале 2008. (треће место 2012, 2016).